# 15854 Numa
15854 Numa (1996 CX2) là một tiểu hành tinh vành đai chính được phát hiện ngày 15 tháng 2 năm 1996 bởi V. S. Casulli ở Colleverde di Guidonia.